# Войтович, Стефания
Стефания Войтович (пол. Stefania Woytowicz; 8 октября 1922, Оринин, ныне Каменец-Подольский район Хмельницкой области, Украина — 31 августа 2005, Варшава) — польская певица академического репертуара (сопрано). Сестра композитора Болеслава Войтовича.

## Биография
Выросла в Бресте, с 1943 г. жила в Варшаве, по окончании Второй мировой войны перебралась в Краков и поступила в Краковский университет на отделение романистики, одновременно училась в Краковской Высшей школе музыки у Станиславы Завадской. В 1950 г. выиграла конкурс вокалистов имени Баха в Познани, в 1954 г. вошла в число лауреатов Международного фестиваля «Пражская весна». В 1955 г. совершила гастрольные поездки в СССР, Китай и Австрию, в дальнейшем на протяжении более чем трёх десятилетий гастролировала по всему миру. Постоянная участница музыкального фестиваля «Варшавская осень».
Войтович не выступала на оперной сцене, хотя и приняла участие в нескольких полных записях опер — в частности, «Силы судьбы» Верди и «Гальки» Монюшко. Вместо этого она сосредоточилась на камерном и особенно вокально-симфоническом репертуаре. Среди целого ряда значительных произведений польской музыки, с которыми связано имя Войтович, — Третья симфония Хенрика Гурецкого (Войтович пела и на премьере в 1977 году, и на первой записи в 1978-м, а также на двух более поздних записях), сочинения Кшиштофа Пендерецкого, Тадеуша Байрда и др.
В 1977—1992 гг. была председателем Варшавского музыкального общества.